# Sápadtlábú fazekasmadár
A sápadtlábú fazekasmadár (Furnarius leucopus) a madarak (Aves) osztályának verébalakúak (Passeriformes) rendjébe a fazekasmadár-félék (Furnariidae) családjába tartozó faj.

## Rendszerezése
A fajt William John Swainson angol ornitológus írta le 1837-ben.

## Alfajai
- Furnarius leucopus assimilis Cabanis & Heine, 1859
- Furnarius leucopus cinnamomeus (Lesson, 1844) vagy Furnarius cinnamomeus[4]
- Furnarius leucopus endoecus Cory, 1919
- Furnarius leucopus leucopus Swainson, 1838
- Furnarius leucopus longirostris Pelzeln, 1856 vagy Furnarius longirostris[4]
- Furnarius leucopus tricolor Giebel, 1868[2]

## Előfordulása
Bolívia, Brazília, Kolumbia, Ecuador, Guyana, Peru és Venezuela területén honos. Természetes élőhelyei a szubtrópusi vagy trópusi síkvidéki esőerdők, mocsári erdők és bokrosok, folyók és patakok környékén, valamint legelők, szántóföldek és másodlagos erdők. Állandó, nem vonuló faj.

## Megjelenése
Testhossza 18 centiméter, testtömege 39-59 gramm.
|  |

## Természetvédelmi helyzete
Az elterjedési területe rendkívül nagy, egyedszáma pedig növekszik. A Természetvédelmi Világszövetség Vörös listáján nem fenyegetett fajként szerepel.